# Hermann Kyrieleis

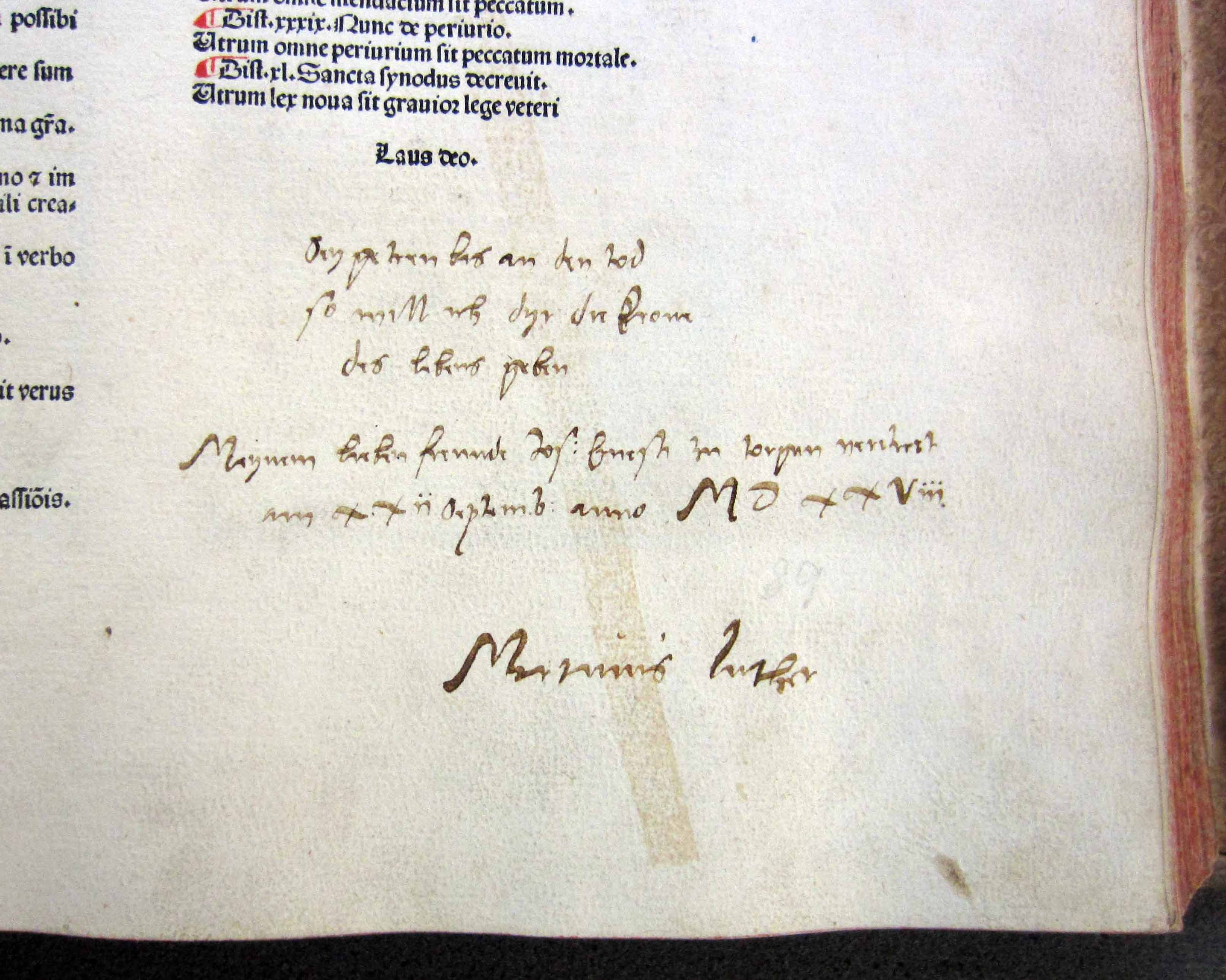
Fälschung eines Luther-Autographs in einer Inkunabel von Johannes Duns Scotus durch Hermann Kyrieleis (Princeton University Library)

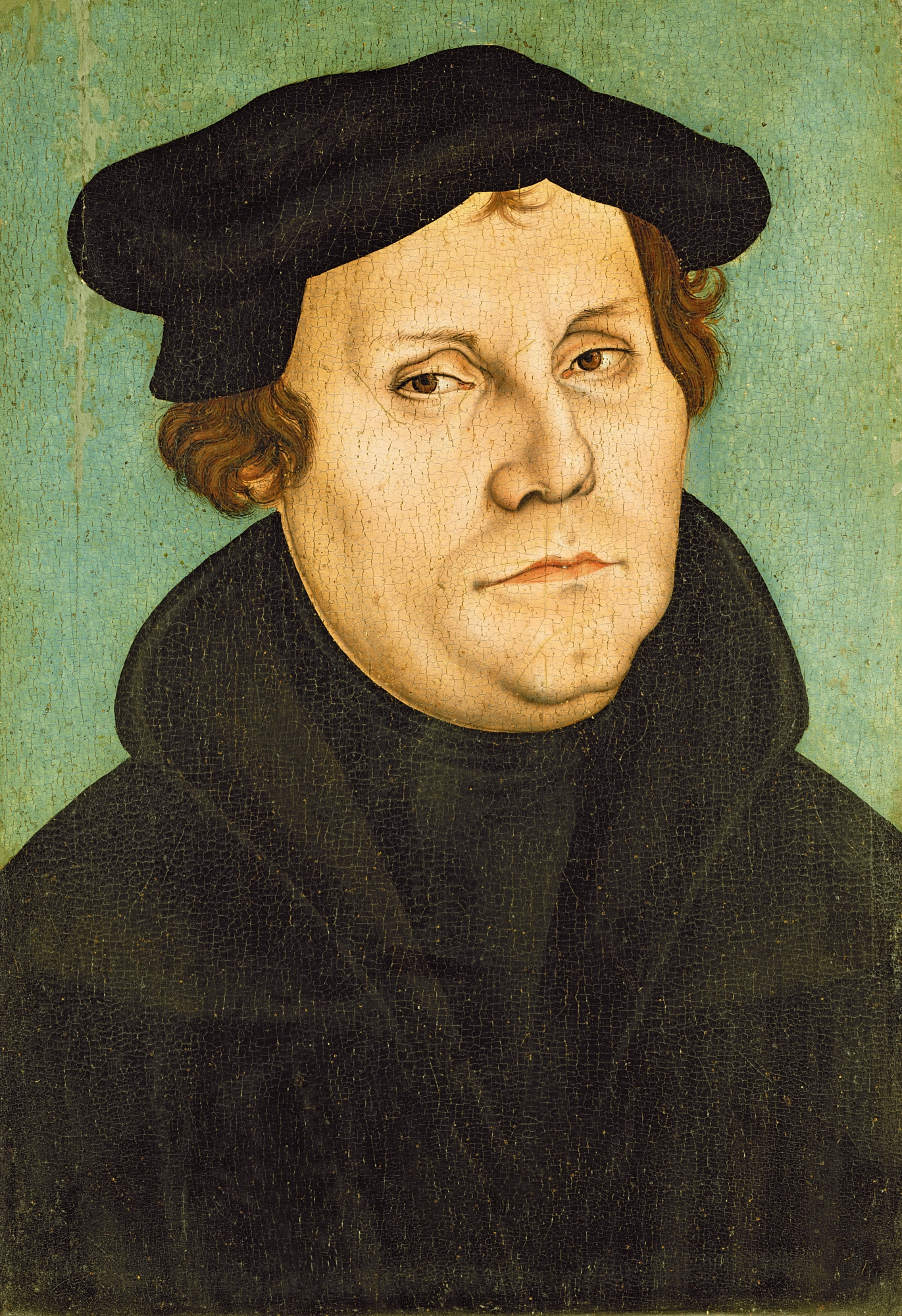
Martin Luther (Werkstatt Lucas Cranachs des Älteren, 1528, Sammlung Lutherhaus Wittenberg) und der von Kyrieleis imitierte Namenszug Martinus Luther

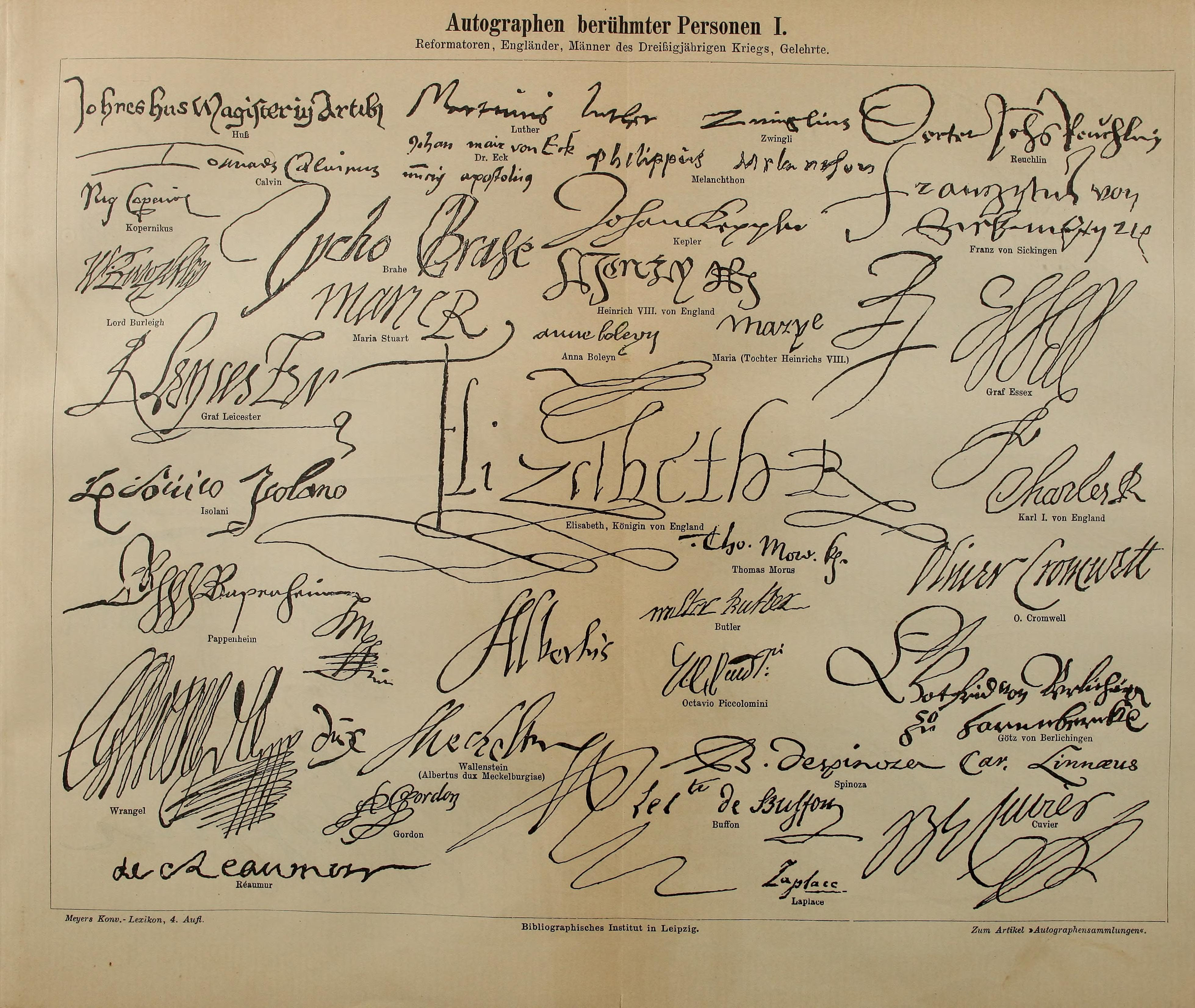
Tafel Autographen berühmter Personen in Meyers Konversations-Lexikon, 4. Aufl., 1885, S. 170.

August Heinrich Fritz Gottfried Ernst Hermann Kyrieleis (geboren 17. Juli 1863 in Duingen, Königreich Hannover; gestorben 23. Juli 1924 in Berlin) war ein deutscher Autographen-Fälscher, der sich darauf spezialisiert hatte, Widmungen Martin Luthers in Drucken der Reformationszeit einzutragen. Er hatte Erfolg, weil im 19. Jahrhundert ein großes Interesse an Luther-Reliquien bestand. Dass Luther häufig Widmungen in Bücher eintrug, steht außer Frage und gab Kyrieleis’ Fälschungen Plausibilität.

## Geschäftsidee
Hermann Kyrieleis besuchte eine Dorfschule und anschließend eine Gewerbeschule bis zur Untertertia. Danach wurde er Kolonialwarenhändler. In seinem Keller stellte er Wettertuch her. Seine Umwelt nahm ihn einerseits als begabten Tüftler, andererseits als geistig beschränkt wahr. Er fälschte erfolgreich Wechsel und erprobte damit sein Talent für die Imitation von Handschriften.
Um 1893 hatte er die Geschäftsidee, echte Drucke des späten 15. und frühen 16. Jahrhunderts zu erwerben und mit Widmungen Luthers zu versehen. Lateinische Drucke der Reformationszeit waren im 19. Jahrhundert relativ leicht und billig zu bekommen, vor allem, wenn sie beschädigt waren. Deutsche Drucke aus dieser Zeit waren deutlich teurer, und so ließ Kyrieleis seinen Luther lateinische Werke signieren. Ein Eintrag vermeintlich von Luthers eigener Hand bedeutete einen erheblichen Wertzuwachs. In der 4. Auflage von Meyers Konversationslexikon fand Kyrieleis eine Tafel Autographen berühmter Personen, die ihm die Vorlage für den schablonenhaft gleichförmigen Namenszug Martinus Luther lieferte. Kyrieleis erlernte Luthers Handschrift anhand eines Faksimiles, das in Robert Koenigs Deutscher Literaturgeschichte enthalten war. Das ermöglichte ihm, auch Bibelzitate, Sprüche und Liedverse in die historischen Bücher einzutragen.
Kyrieleis hatte am 8. März 1891 in Hannover die Haushälterin Anna Lühr (1867/68–1904) geheiratet. Es war meist Anna Kyrieleis, die diese falschen Luther-Autographen in Antiquariaten zum Kauf anbot, da sie durch wirtschaftliche Not dazu gezwungen sei. Dabei trug sie in der Regel tiefe Trauer und hatte eine ärmlich wirkende kleine Tochter bei sich.

## Entdeckung, Ermittlungen, Prozess
1896 machten Georg Buchwald und Otto A. Scholz im Centralblatt für Bibliothekswesen darauf aufmerksam, dass neuerdings rund 70 alte Drucke mit Luther-Autographen auf dem Markt aufgetaucht seien. Allein 40 Bände habe das Antiquariat U. Hoepli erworben mit der Absicht, sie zusammen zu verkaufen. Denn es handle sich um eine private Büchersammlung, die die Familie Kyrieleis über mehrere Generationen „unter großen pekuniären Opfern“ zusammengetragen habe, seit ein gewisser Justus Kyrieleis 1632 von König Gustav Adolf von Schweden den ersten derartigen Band als Lohn für treue Dienste im Dreißigjährigen Krieg geschenkt erhalten hätte. Buchwald und Scholz argumentierten: „Hat die Familie Kyrieleis bis zur Mitte dieses Jahrhunderts gesammelt, so waren sie vorher in anderen Händen. Wie merkwürdig, daß auch nicht von einem derselben das geringste vorher bekannt gewesen!“ Oft stand in den Büchern der Name des Vorbesitzers, der ein solches Stück offenbar in die Auktion gab, ohne sich darum zu kümmern, dass darin einige Zeilen und die Unterschrift Luthers standen.
Das Ehepaar Kyrieleis wurde daraufhin verhaftet. Die Berliner Polizei rief alle Antiquariate auf, Luther-Autographen prüfen zu lassen. 1898 fand der Prozess vor dem Berliner Landgericht I statt. Kyrieleis, der sich schuldig bekannte, legte ein verwirrtes Verhalten an den Tag. So bezeichnete er sich als Nachfolger Jesu Christi auf Erden und den Richter als Pontius Pilatus. Er wurde von psychiatrischen Sachverständigen mehrheitlich für geisteskrank erklärt. Deshalb „mußte das Gericht annehmen, er habe sich bei der Herstellung der Fälschungen nicht im vollen Besitz seiner geistigen Kräfte befunden. Er wurde in ein Irrenhaus gebracht, von dort aber bald wieder als geheilt entlassen.“ Seine Frau, die die gefälschten Autographen in den Handel gebracht hatte, wurde dagegen wegen Betruges zu zehn Monaten Gefängnis verurteilt.
Im Jahr 1902 wurden die Eheleute Kyrieleis wegen Diebstahls und Betruges in Dessau und Halle an der Saale zu längeren Gefängnisstrafen verurteilt.
Kyrieleis lebte zuletzt in Berlin und war als Kunstmaler tätig. Er starb 1924 wenige Tage nach seinem 61. Geburtstag in der Berliner Charité.

## Max Herrmanns Recherchen
Am 18. Januar 1905 wies Max Herrmann in einem Vortrag in der Berliner Gesellschaft für deutsche Literatur nach, wie Kyrieleis vorgegangen war. Herrmann zufolge trieb Kyrieleis regelrechte Lutherstudien und wurde bei seinen Fälschungen zunehmend mutiger. Ihm wurde dabei bekannt, dass der Anlass und die Datierung des Lutherliedes Ein feste Burg umstritten waren, und er plante umsichtig, diesen Forschungsstreit durch Luthers Autograph seines Liedes beizulegen. Den Liedtext trug er nicht direkt in ein Buch des 16. Jahrhunderts ein, sondern fügte ihn als separates Blatt in einen 1516 in Rom gedruckten Band von Gianfrancesco Pico della Mirandolas De amore divino ein; ins Buch schrieb er einen Besitzvermerk des Reformators: Hett myr vereret meyn gutter freund herr Johannes Lange zu Wittenberg am X Novem: Anno MDXXIIII Dem Gott gnade Martinus Luther.
Herrmann erfuhr von dem Buch mit eingelegtem Liedblatt aus seinem Bekanntenkreis. Ein Pfarrer im Norden Berlins hatte es leihweise von einem bedürftigen Gemeindeglied erhalten. Dieser alte Herr war seinen Angaben nach als Begleiter Leo Tolstois von 1866 bis 1870 durch Russland gereist. 1868 hatte er angeblich einen Sankt Petersburger Trödelmarkt besucht, das alte Buch dort für ein paar Kopeken erworben und es dann jahrelang unbeachtet zuhause im Schrank gelagert.
Das Luther-Liedblatt stellte Kyrieleis vor zwei Schwierigkeiten: Er musste einen längeren Text in Luthers Handschrift zu Papier bringen, den er so nicht abschreiben konnte, und er musste die Fragen der Datierung und des Liedtextes in einer plausiblen Weise lösen. Das gelang ihm sehr gut. Die Tinte hatte den für das 16. Jahrhundert charakteristischen gelblichen Ton. Erst bei der chemischen Analyse stellte es sich heraus, dass es keine in der Lutherzeit übliche Eisengallustinte, sondern eine Tinte aus Pflanzenextrakten war. Die Handschrift gab Herrmann keine größeren Verdachtsmomente. Das Liedblatt war allerdings wurmstichig. Herrmann bemerkte, dass die Tinte in die Wurmlöcher hineingelaufen war, obwohl „die Würmer ihre Arbeit nicht vor, sondern nach der Zeit getan haben mußten, als Luther angeblich sein Lied auf das Blatt schrieb.“
Hermann verstand seine geradezu kriminalistische Beweisführung als Hilfestellung für Bibliothekare, Juristen und Sammler, künftig auftauchende Fälschungen Kyrieleis’ erkennen zu können. Der in kleiner Auflage gedruckte Vortrag wurde deshalb auch an Behörden zur Begutachtung und Weiterleitung gesandt.

## Rezeptionsgeschichte
„Auch als Fälschungen traten die kyrieleisschen Lutherautographen in den Kreislauf des Sammelns und Verkaufens ein, zum Teil auch unter Verlust ihres defizitären Status, also wiederum als (vermeintliche) Originale.“ Nach Prozessende gingen die meisten als Beweismittel genutzten Bücher an ihre jeweiligen Eigentümer zurück, einige wurden zur Bestreitung der Prozesskosten als interessante Fälschungen versteigert und von einem Antiquitätenhändler erworben. Kyrieleis selbst sicherte sich drei Bücher, über die nichts Genaueres bekannt ist.
Das Berliner Kriminalmuseum übernahm drei Bücher des 16. Jahrhunderts mit Kyrieleis’ gefälschten Luther-Autographen in seine Lehrsammlung:
- ein Band von Bonaventura in Folio mit handschriftlich eingetragenen Zehn Geboten;
- ein Band der Institutionen des Laktanz mit handschriftlich eingetragenem Psalm 23;
- ein Band Sermones thesauri novi mit einer längeren handschriftlichen Widmung.

Mit dem Gebäude des Polizeipräsidiums Alexanderplatz wurde auch die Sammlung des Kriminalmuseums 1945 zerstört.
Den 1516 in Rom gedruckten Band von Pico della Mirandolas De amore divino mit Kyrieleis’ Einträgen erwarb die Polnische Nationalbibliothek 1962 von einem Privatsammler.